# Rudna (powiat pilski)
Rudna – wieś w Polsce, położona w województwie wielkopolskim, w powiecie pilskim, w gminie Wysoka. Siedziba sołectwa, do którego przynależy także Nowa Rudna.
| SIMC    | Nazwa      | Rodzaj    |
| ------- | ---------- | --------- |
| 0533699 | Nowa Rudna | część wsi |

W latach 1975–1998 wieś należała administracyjnie do województwa pilskiego.